# 所太郎
所 太郎（ところ たろう、1948年〈昭和23年〉4月11日 - ）は、東京都出身のテレビリポーター、元ギタリスト、歌手（ザ・リガニーズ、シュリークスメンバー）、ラジオパーソナリティ、編曲家。東大寺学園中学校・高等学校（同期に北岡伸一）、早稲田大学卒業。
1990年代からワイドショーリポーターとして異なる局の番組を同時に受け持つなど精力的に活動している。

## ディスコグラフィー
ザ・リガニーズ
- 海は恋してる c/w 花ちゃん（1968年7月）

シュリークス
- さらば c/w そこに道があるから（1970年9月）
- 知床旅情 c/w 防人の唄（1971年）
- 君の生まれた朝 c/w 涙が夕陽に（1971年）

ピンク・パンサー
- 新しい愛の夜明け c/w 故郷（1972年）
- 石だたみの坂道 c/w 夕陽に向って（1972年）
- ドライ・フラワー c/w 苺畑を歩いておいでよ（1973年）

黒坂正文
- 『茂道　メッセージ！』（1976年）- リードギターを担当

## 主な出演番組

### テレビ
- テレビ朝日「モーニングバード!」
- テレ玉／チバテレ／tvk「TimeTunnel」- 法律相談コーナー
- AbemaTV Abema newsチャンネルの中継時のリポーター

### ラジオ
- NHKラジオ第1「若いこだま」[1]
- BSNラジオ「ハロー!!ジャンボサタデー」
- BSNラジオ「YAMAHAハンドメイドコンサート」
- 信越放送「らんらんサタデー 今が聞きごろ」[1]
- 「現場から所太郎です」